# Østrigsk konjunkturteori
Østrigsk konjunkturteori (på engelsk kendt som "Austrian Business Cycle Theory") er en heterodoks økonomisk teori, der forsøger at forklare, hvorfor der opstår konjunkturcykler (høj- og lavkonjunkturer). Teorien er primært udviklet af den østrigske skole indenfor økonomi, heriblandt Ludwig von Mises og Nobelpristageren Friedrich Hayek, der til dels fik nobelprisen i økonomi som følge af sit arbejde indenfor konjunkturteori. Ifølge tilhængerne af teorien forudsagde både Mises og Hayek depressionen i 1930'erne ved at benytte sig af teorien.
Ifølge teorien skyldes højkonjunkturer kunstigt lave renter som følge af centralbankernes pengepolitik og forretningsbankernes udlånspolitik, som den fungerer i et brøkreservebankvæsen. Det lave renteniveau manipulerer virksomhederne til at foretage for store langsigtede investeringer i kapitalgoder på bekostning af investeringer i mere kortsigtede projekter. Der finder altså en misallokering af de økonomiske resurser sted. På et tidspunkt vil renten nødvendigvis stige igen, hvorved det afsløres, at de foretagne investeringer var uprofitable. Man vil så opleve en, muligvis langvarig, lavkonjunktur, eftersom det er en tidkrævende og dyr proces at genoprette det korrekte, markedsgivne forhold mellem kapitalgoder og forbrugsgoder.
De fleste mainstream-økonomer afviser den grundlæggende østrigske forklaring på konjunkturcykler ud fra såvel teoretiske som empiriske argumenter, omend enkeltelementer i teorien - således at lavere renter stimulerer investeringer, og højere renter formindsker dem - deles bredt af de fleste økonomer.

## Teorien

### Ekspansiv pengepolitik
Centralbanken sætter en rente, som bankerne kan låne af. Når centralbankerne fører ekspansiv pengepolitik ved at sætte en lav rente, vil de private banker (forretningsbankerne) typisk ligeledes mindske deres udlånsrente overfor forbrugere og virksomheder. Denne proces bliver forstærket af, at brøkreservebanksystemet, som er typisk for alle moderne markedsøkonomier, medfører en procyklisk kreditskabelse i forretningsbankerne. Den lavere rente mindsker finansieringsomkostningerne og får virksomheder til at investere mere i mindre profitable projekter, end hvad de ellers havde gjort, hvis ikke renten havde været unaturligt lav (med "naturlig" menes den hypotetiske rente, der ville have været på et frit marked uden en centralbank).

### Fejlinvesteringer
Det er centralt i denne teori, at den lave rente gør investeringer mere rentable, fordi den øger deres nutidsværdi på grund af lavere diskontering af de fremtidige indtægter fra investeringen. Der er imidlertid forskel på, hvordan de forskellige mulige investeringsprojekter påvirkes: Virkningen på diskonteringen er størst for investeringer med en lang levetid som investeringer i udvinding af råvarer og produktion af kapitalgoder, mens den er mindre for investeringer i produktion af forbrugsgoder. (Denne del af den østrigske konjunkturteori bygger på Böhm-Bawerks kapitalteori.) Derfor vil der nu blive investeret mindre i sidstnævnte til fordel for førstnævnte. Der sker dermed fejlinvesteringer, som resulterer i en inoptimal allokering og dermed udnyttelse af resurserne i økonomien.

### Lavkonjunktur
Fejlinvesteringerne medfører økonomisk vækst, mens de finder sted; men centralbanken kan ikke permanent fastholde renten på et niveau, der er lavere end markedsrenten. Når renten igen stiger, viser det sig, at investeringerne i de pågældende kapitalgoder ikke længere er rentable. Kapitalapparatet er altså for stort, og investeringerne falder til 0, mens mængden af de forskellige kapitalgoder tilpasser sig. Den såkaldte krise er således en konsekvens af, at virksomheder og forbrugere må tilpasse sig økonomiens sande tilstand. Det er dermed også en konsekvens af teorien, at myndighederne - regeringer og centralbanker - ikke bør gøre noget for at forhindre eller dæmpe den resulterende lavkonjunktur, men blot lade den følge sin naturlige gang uden nogen form for indgreb.

## Kritik af teorien
En række fremtrædende økonomer af forskellig observans har med forskellige begrundelser kritiseret den østrigske konjunkturteori. Det gælder således Nobelpristagerne Milton Friedman og Paul Krugman. Kritikken er af såvel empirisk som teoretisk art. Friedman mener således ikke, at teorien kan forklare udviklingen i data henover amerikanske konjunkturcykler. En indvending, der ofte fremføres, er desuden, at teorien kun fungerer, hvis virksomhederne opfører sig systematisk irrationelt, idet den kræver, at de ikke er i stand til at vurdere, om en øjeblikkeligt lav rente er et midlertidigt eller permanent fænomen. De optræder altså systematisk kortsynet ved ikke at tage højde for sandsynligheden af senere rentestigninger.